# Rune Lange
Rune Lange (Tromsø, 24 giugno 1977) è un ex calciatore norvegese, di ruolo attaccante.

## Carriera
Lange iniziò a giocare a calcio all'età di cinque anni per la squadra I.F. Fløya, e vi rimase fino all'età di diciassette anni. Nella sua ultima stagione nel I.F. Fløya divenne capocannoniere della terza divisione (quarto livello norvegese) con 33 gol in 22 partite giocate, e in seguito si trasferì al Tromsdalen, un altro team della zona che militava in 1. divisjon (secondo livello norvegese). Lange rimase lì per tre stagioni, ottenendo la retrocessione in 2. divisjon (terzo livello norvegese).
Nell'estate 1997 venne venduto al Tromsø I.L., squadra che militava nella Premier League (massimo livello norvegese). Segnò 7 reti in 11 partite durante la sua prima stagione, che vide il team lottare per la salvezza raggiunta a fine stagione. Lange inoltre debuttò nella Nazionale norvegese Under-20 in questa stagione.
Nel 1998 segnò 20 gol in 26 partite. Nel 1999 divenne il capocannoniere della Premier League norvegese con 23 reti. Lange inoltre debuttò nella Nazionale norvegese Under-21 quest'anno.
Nell'estate 2000 Lange fu ceduto dal Tromsø alla squadra turca del Trabzonspor. Lange solo 7 gol in 14 partite in Turchia, prima di essere ceduto, nell'aprile 2001, al Club Bruges, squadra in cui giocò fino al 2006.
Nel 2004 debuttò nella Nazionale maggiore, giocando la partita contro il Galles.

## Statistiche

### Presenze e reti nei club
| Stagione           | Club               | Campionato         | Campionato | Campionato | Coppe nazionali | Coppe nazionali | Coppe nazionali | Coppe continentali | Coppe continentali | Coppe continentali | Supercoppe | Supercoppe | Supercoppe | Totale | Totale |
| Stagione           | Club               | Comp               | Pres       | Reti       | Comp            | Pres            | Reti            | Comp               | Pres               | Reti               | Comp       | Pres       | Reti       | Pres   | Reti   |
| ------------------ | ------------------ | ------------------ | ---------- | ---------- | --------------- | --------------- | --------------- | ------------------ | ------------------ | ------------------ | ---------- | ---------- | ---------- | ------ | ------ |
| 1993               | Fløya              | 3D                 | 10         | 6          | CN              | ?               | ?               | -                  | -                  | -                  | -          | -          | -          | 10+    | 6+     |
| 1994               | Fløya              | 3D                 | 22         | 33         | CN              | ?               | ?               | -                  | -                  | -                  | -          | -          | -          | 22+    | 33+    |
| Totale Fløya       | Totale Fløya       | Totale Fløya       | 32         | 39         |                 | ?               | ?               |                    | -                  | -                  |            | -          | -          | 32+    | 39+    |
| 1995               | Tromsdalen         | 1D                 | 21         | 3          | CN              | ?               | ?               | -                  | -                  | -                  | -          | -          | -          | 21+    | 3+     |
| 1996               | Tromsdalen         | 1D                 | 21         | 11         | CN              | ?               | ?               | -                  | -                  | -                  | -          | -          | -          | 21+    | 11+    |
| gen.-lug. 1997     | Tromsdalen         | 2D                 | 12         | 15         | CN              | ?               | ?               | -                  | -                  | -                  | -          | -          | -          | 12+    | 15+    |
| Totale Tromsdalen  | Totale Tromsdalen  | Totale Tromsdalen  | 54         | 29         |                 | ?               | ?               |                    | -                  | -                  |            | -          | -          | 54+    | 29+    |
| lug.-dic. 1997     | Tromsø             | ES                 | 9          | 4          | CN              | ?               | ?               | CdC                | 4                  | 1                  | -          | -          | -          | 13+    | 5+     |
| 1998               | Tromsø             | ES                 | 26         | 20         | CN              | ?               | ?               | -                  | -                  | -                  | -          | -          | -          | 26+    | 20+    |
| 1999               | Tromsø             | ES                 | 26         | 23         | CN              | ?               | ?               | -                  | -                  | -                  | -          | -          | -          | 26+    | 23+    |
| gen.-lug. 2000     | Tromsø             | ES                 | 11         | 3          | CN              | ?               | ?               | -                  | -                  | -                  | -          | -          | -          | 11+    | 3+     |
| 2000-apr. 2001     | Trabzonspor        | 1L                 | 12         | 5          | CT              | ?               | ?               | -                  | -                  | -                  | -          | -          | -          | 12+    | 5+     |
| apr.-giu. 2001     | Club Bruges        | D1                 | 4          | 0          | CB              | ?               | ?               | -                  | -                  | -                  | -          | -          | -          | 4+     | 0+     |
| 2001-2002          | Club Bruges        | D1                 | 33         | 20         | CB              | ?               | ?               | -                  | -                  | -                  | -          | -          | -          | 33+    | 20+    |
| 2002-2003          | Club Bruges        | D1                 | 12         | 4          | CB              | ?               | ?               | -                  | -                  | -                  | -          | -          | -          | 12+    | 4+     |
| 2003-2004          | Club Bruges        | D1                 | 25         | 12         | CB              | ?               | ?               | -                  | -                  | -                  | -          | -          | -          | 25+    | 12+    |
| 2004-2005          | Club Bruges        | D1                 | 32         | 15         | CB              | ?               | ?               | -                  | -                  | -                  | -          | -          | -          | 32+    | 15+    |
| 2005-2006          | Club Bruges        | D1                 | 2          | 2          | CB              | ?               | ?               | -                  | -                  | -                  | -          | -          | -          | 2+     | 2+     |
| Totale Club Bruges | Totale Club Bruges | Totale Club Bruges | 108        | 53         |                 | ?               | ?               |                    | ?                  | ?                  |            | -          | -          | 108+   | 53+    |
| ago.-dic. 2006     | Vålerenga          | ES                 | 6          | 0          | CN              | 1               | 0               | UCL                | 1                  | 0                  | -          | -          | -          | 8      | 0      |
| 2007               | Vålerenga          | ES                 | 11         | 2          | CN              | 2               | 0               | CU                 | 2                  | 1                  | -          | -          | -          | 15     | 3      |
| gen.-ago. 2008     | Vålerenga          | ES                 | 0          | 0          | CN              | 0               | 0               | -                  | -                  | -                  | -          | -          | -          | 0      | 0      |
| Totale Vålerenga   | Totale Vålerenga   | Totale Vålerenga   | 17         | 2          |                 | 3               | 0               |                    | 3                  | 1                  |            | -          | -          | 23     | 3      |
| ago.-dic. 2008     | Tromsø             | ES                 | 3          | 0          | CN              | -               | -               | -                  | -                  | -                  | -          | -          | -          | 3      | 0      |
| Totale Tromsø      | Totale Tromsø      | Totale Tromsø      | 75         | 50         |                 | ?               | ?               |                    | 4                  | 1                  |            | -          | -          | 79+    | 51+    |
| feb.-mag. 2009     | Hartlepool Utd     | FL1                | 3          | 1          | FACup+CdL       | -               | -               | -                  | -                  | -                  | -          | -          | -          | 3      | 1      |
| lug.-dic. 2009     | Kvik Halden        | 3D                 | 2          | 1          | CN              | -               | -               | -                  | -                  | -                  | -          | -          | -          | 2      | 1      |
| Totale             | Totale             | Totale             | 303        | 130        |                 | 3+              | 0+              |                    | 7+                 | 2+                 |            | -          | -          | 313+   | 132+   |

### Cronologia presenze e reti in Nazionale
| Cronologia completa delle presenze e delle reti in nazionale ― Norvegia | Cronologia completa delle presenze e delle reti in nazionale ― Norvegia | Cronologia completa delle presenze e delle reti in nazionale ― Norvegia | Cronologia completa delle presenze e delle reti in nazionale ― Norvegia | Cronologia completa delle presenze e delle reti in nazionale ― Norvegia | Cronologia completa delle presenze e delle reti in nazionale ― Norvegia | Cronologia completa delle presenze e delle reti in nazionale ― Norvegia | Cronologia completa delle presenze e delle reti in nazionale ― Norvegia |
| Data                                                                    | Città                                                                   | In casa                                                                 | Risultato                                                               | Ospiti                                                                  | Competizione                                                            | Reti                                                                    | Note                                                                    |
| ----------------------------------------------------------------------- | ----------------------------------------------------------------------- | ----------------------------------------------------------------------- | ----------------------------------------------------------------------- | ----------------------------------------------------------------------- | ----------------------------------------------------------------------- | ----------------------------------------------------------------------- | ----------------------------------------------------------------------- |
| 27/05/2004                                                              | Oslo                                                                    | Norvegia                                                                | 0 – 0                                                                   | Galles                                                                  | Amichevole                                                              | -                                                                       |                                                                         |
| Totale                                                                  |                                                                         | Presenze                                                                | 1                                                                       |                                                                         | Reti                                                                    | 0                                                                       |                                                                         |